# 肾柱拉拉藤
肾柱拉拉藤（学名：Galium elegans var. nephrostigmaticum）为茜草科拉拉藤属下的一个变种。